# Brüder-Grimm-Nationaldenkmal
Koordinaten: 50° 7′ 58,8″ N, 8° 55′ 1,2″ O

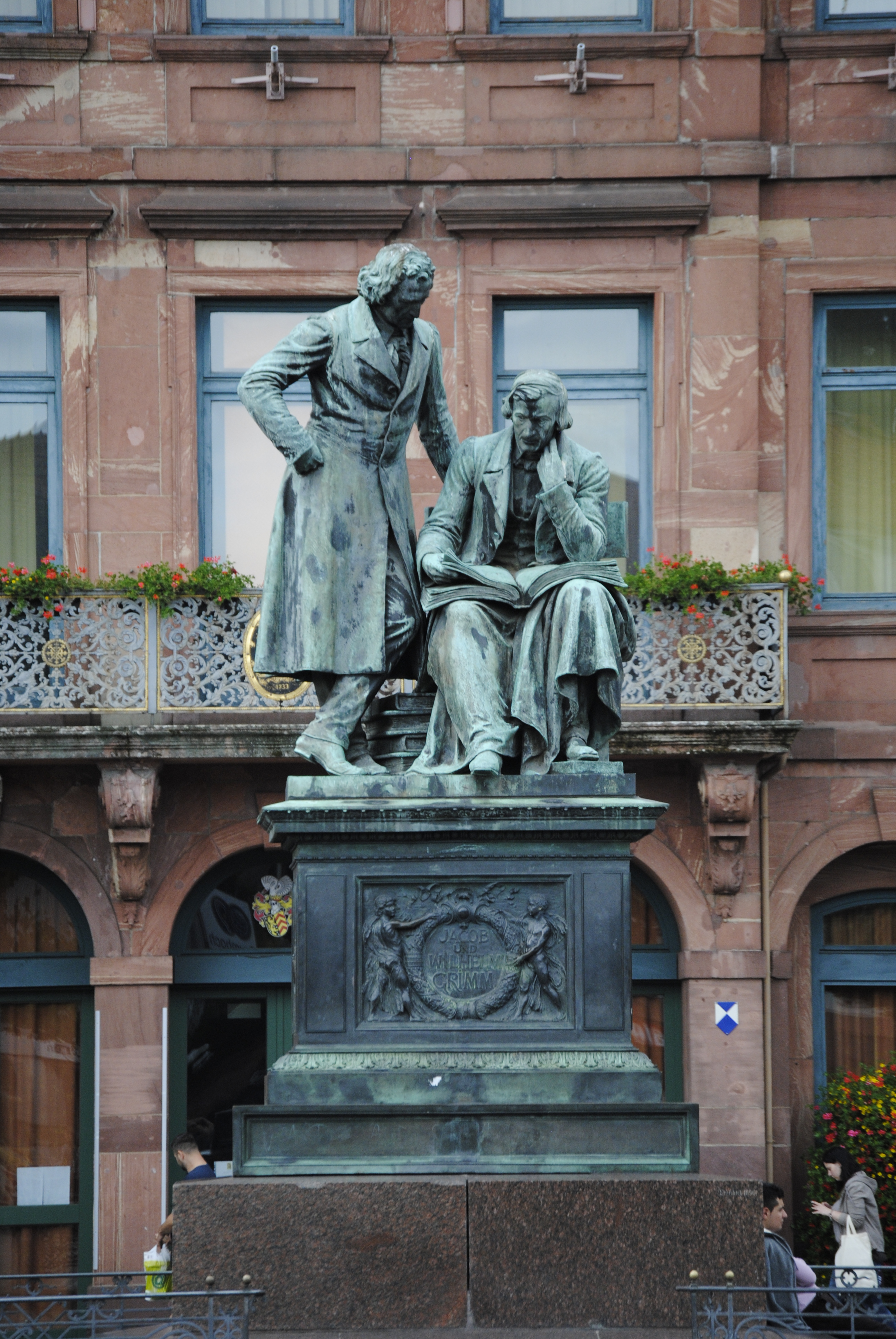
Nationaldenkmal – im Hintergrund das Neustädter Rathaus

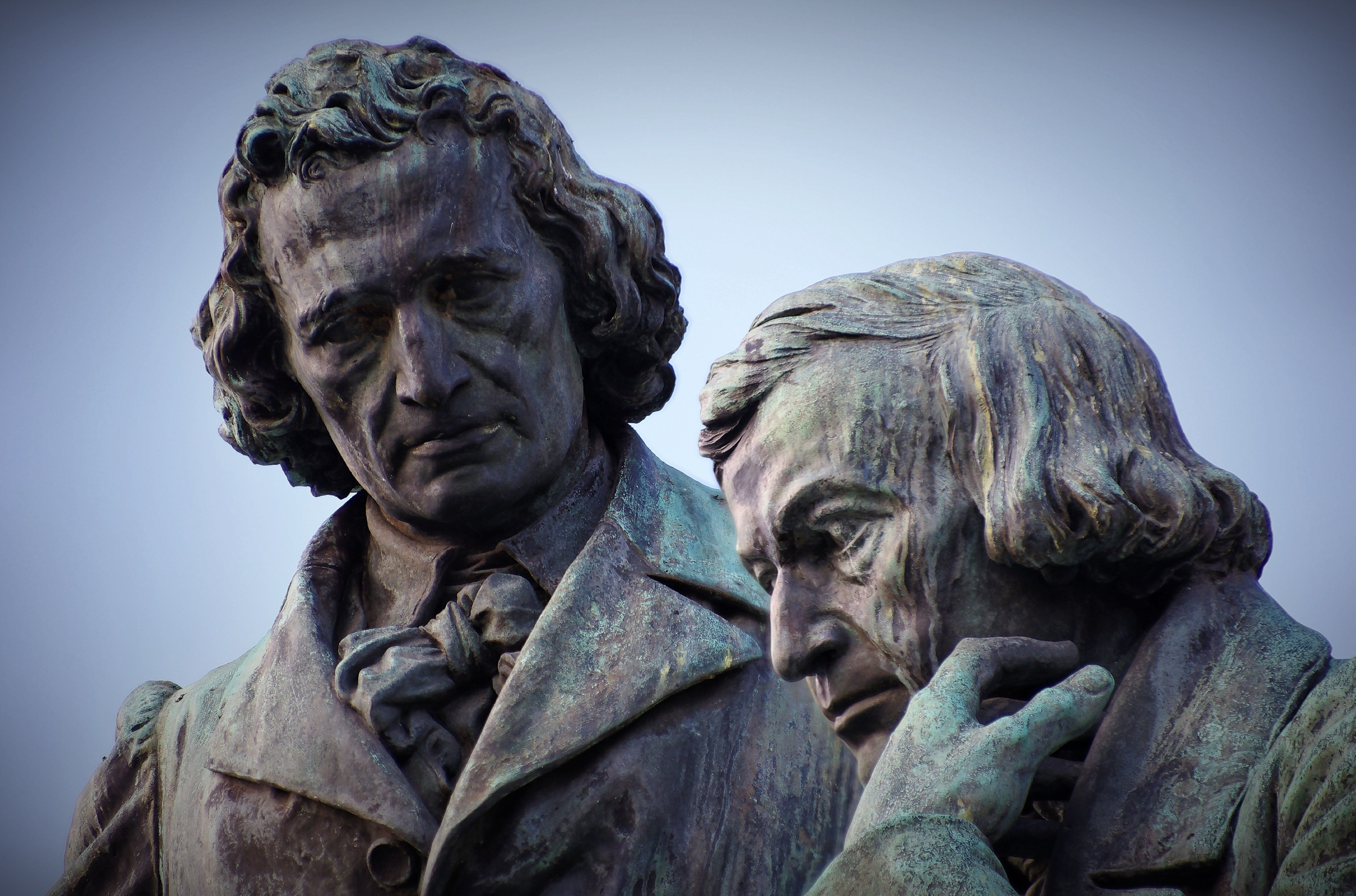
Ausschnitt: Jacob Grimm (links), Wilhelm Grimm (rechts)

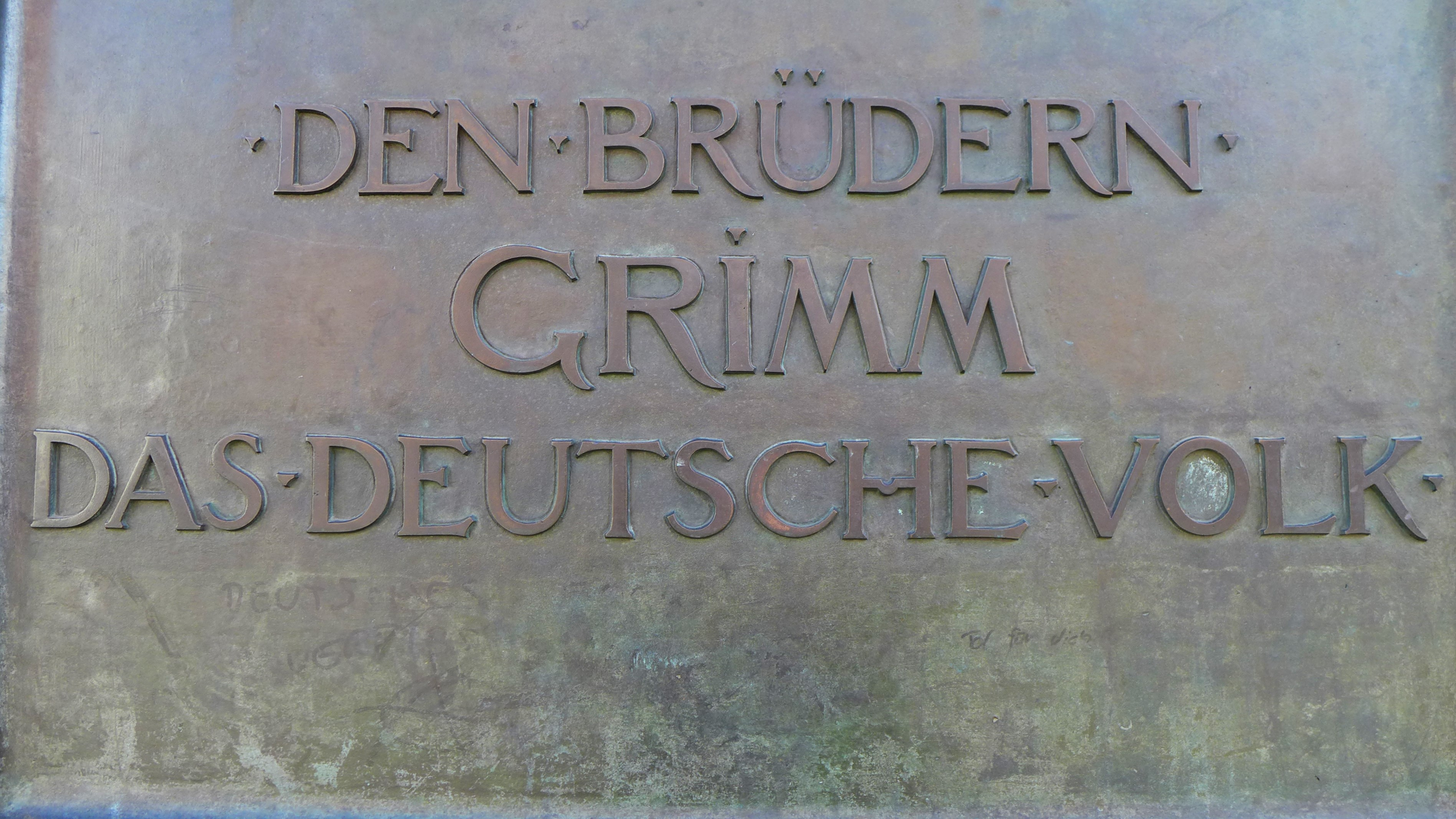
Brüder-Grimm-Nationaldenkmal, Sockelpartie

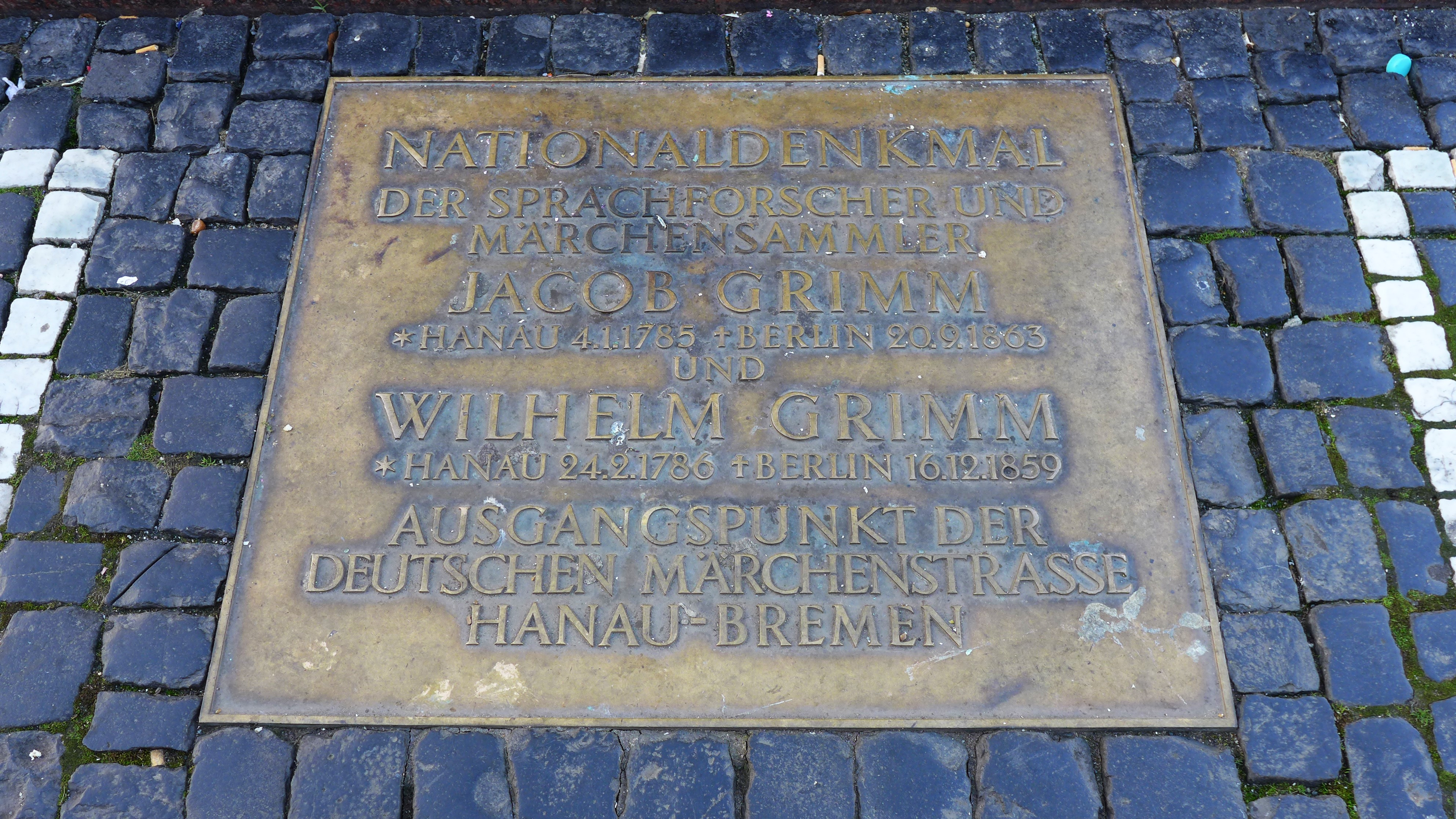
Brüder-Grimm-Nationaldenkmal, Gedenkplatte vor dem Denkmal

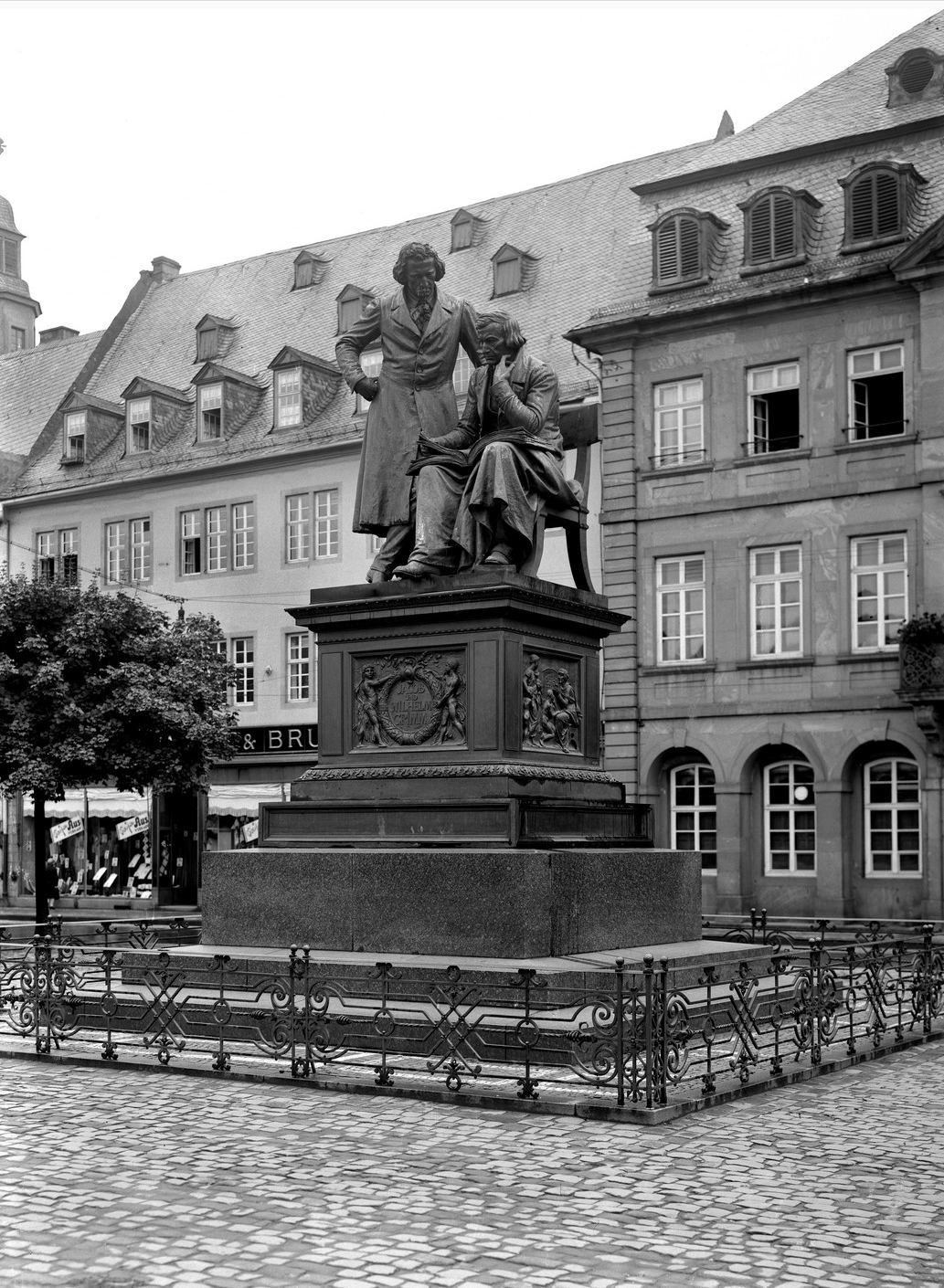
Das Denkmal um 1940

Das Brüder-Grimm-Nationaldenkmal ist eine Doppelstatue für die in Hanau geborenen Brüder Grimm. Sie wurde 1896 vor dem Neustädter Rathaus in Hanau enthüllt.

## Vorgeschichte
Bevor es dazu kam, hatte es bereits mehrere Versuche gegeben, ein solches Denkmal zu errichten: 1853 – also noch zu Lebzeiten der Brüder – durch Pedro Jung, 1870 durch einen Aufruf in der Presse und 1881 durch den Hanauer Oberbürgermeister Eduard Rauch.

## Entwurf
Erst der anschließenden Initiative des Hanauer Gymnasiallehrers und Archäologen Georg Wolff war Erfolg beschieden. Mit Unterstützung der Wetterauischen Gesellschaft für die gesamte Naturkunde und des Hanauer Geschichtsvereins kam die Sache ins Rollen. Am 21. Januar 1884 wurde ein Denkmalkomitee gegründet. Zunächst einmal galt es, den Vorrang der Stadt Hanau als Standort für ein Nationaldenkmal gegenüber Kassel, Göttingen und Berlin durchzusetzen, was gelang. Das Komitee und ein eigens dazu gegründeter Grimm-Verein sorgten sich um Organisation und Finanzierung des Projekts, insbesondere durch Spendenaufrufe. Zwischen dem 100. Geburtstag von Jacob Grimm 1885 und dem von Wilhelm Grimm 1886 wurden mehr als 60.000 Mark gespendet. Seitens des preußischen Staates wurden weitere 25.000 Mark im Gegenzug für Mitspracherechte bei der Entwurfsauswahl für das Denkmal zugesagt.
Die Form des Denkmals wurde diskutiert. Als Vorbild galt das dem Klassizismus verpflichtete Goethe-Schiller-Denkmal in Weimar von 1857. Dagegen wandten sich Romantiker, die das Denkmal lieber in Form eines Laufbrunnens gesehen hätten, am besten in „altdeutschem d. h. gothischen Stil“ (neugotisch).
1888 wurde ein beschränkter Wettbewerb unter elf Bildhauern durchgeführt. Ab dem 1. Januar 1889 wurden die eingesandten Modelle in der Hanauer Zeichenakademie unter reger Anteilnahme und teilweise spöttischer Kritik der Öffentlichkeit ausgestellt. Am 17. Januar 1889 schritt die Jury zur Auswahl. Drei Preise wurden vergeben: Den 1. Preis (mit 2.500 Mark Preisgeld) erhielt Max Wiese, Direktor der Zeichenakademie, den 2. Preis (1.500 Mark) Gustav Eberlein (Berlin), den 3. Preis (1.000 Mark) Syrius Eberle (München). Die Entscheidung der Jury war umstritten, wurde in der Öffentlichkeit kritisiert und durch den Streit der Künstler untereinander desavouiert. In dieser Situation entschloss sich das Komitee, den Sohn Wilhelm Grimms, den Kunst- und Literaturhistoriker Herman Grimm, zu befragen. Er kam zu dem Schluss, dass Syrius Eberle das Modell geschaffen habe, das am ehesten das Wirken seines Vaters und seines Onkels repräsentiere. Da auch das Denkmalkomitee mit Max Wiese im Streit lag, erteilte es den Auftrag zur Ausführung 1891 nun Syrius Eberle. Damit fühlte sich aber der preußische Staat in seinen Mitwirkungsrechten beschnitten und zog seine Finanzierungszusage zurück.

## Ausführung
Zur Ausführung kam so eine Doppelstatue, die die beiden Gelehrten als Ganzkörperfiguren überlebensgroß zeigt, Wilhelm Grimm sitzend und Jacob Grimm stehend. Die Gesamthöhe beträgt knapp sechseinhalb Meter. Nach einer in Hanau verbreiteten Sage, sollen beide Figuren jeweils um Mitternacht ihre Position tauschen.
Als Standort wurde Neustädter Marktplatz in Hanau gewählt. Dafür war gegenüber dem Entwurf ein größerer Sockel erforderlich. Dieser wurde – einschließlich der dort angebrachten allegorischen Reliefs – von dem Architekten Friedrich von Thiersch zusammen mit dem das Denkmal umgebenden Ziergitter gestaltet. In dieser Weise ausgeführt, wurde ein Gesamtpreis von 95.000 Mark veranschlagt. Nun aber kam der Künstler in Verzug, und erst 1894 hatte er ein Modell im Maßstab 1:1 fertiggestellt. Es sagte dem Hanauer Komitee im Großen und Ganzen zu; der Künstler war jedoch nicht zufrieden und vernichtete es. Im folgenden Jahr hatte er ein neues Modell erstellt. So konnte am 18. Oktober 1896 schließlich das Denkmal enthüllt werden.

## Nachwirkung
Das originalgroße Gipsmodell, ohne Sockel, wurde in der Murhardschen Bibliothek im Museum Fridericianum in Kassel aufgestellt und im Zweiten Weltkrieg zerstört. Lediglich die Köpfe der beiden Figuren konnten aus den Trümmern gerettet werden und befinden sich heute im Brüder Grimm-Museum in Kassel. Das Nationaldenkmal in Hanau überstand alle Luftangriffe und ist heute auch ein Kulturdenkmal nach dem Hessischen Denkmalschutzgesetz. Auch die drei preisgekrönten Modelle des Wettbewerbs sind im Historischen Museum Hanau erhalten.
Eine Abformung des Nationaldenkmals entstand 1989 und wurde in dem Freizeitpark Kofuko nahe der Stadt Obihiro auf der japanischen Insel Hokkaidō aufgestellt.